# طویل (ورزقان)
طویل یکی از روستاهای استان آذربایجان شرقی است که در دهستان بکرآباد بخش مرکزی شهرستان ورزقان واقع شده‌است
سقوط هلیکوپتر بل ۴۱۲ در ورزقان در روز یکشنبه ۳۰ اردیبهشت ۱۴۰۳ حامل سید ابراهیم رئیسی، حسین امیرعبداللهیان ، مالک رحمتی ، سید محمدعلی آل‌هاشم و ۴ خدمه دیگر در این روستا اتفاق افتاد دراین سانحه تمامی سرنشینان جان خود را از دست دادند.